# Zvonimir Dugački
Zvonimir Dugački (Osijek, 1. siječnja 1903. – 19. siječnja 1974.) geograf, povjesničar i kartograf.

## Životopis
Osnovnu školu i klasičnu gimnaziju pohađao je u Zagrebu. Diplomirao je 1926. na Filozofskom fakultetu Sveučilišta u Zagrebu na studijskoj grupi geografija-povijest. Iako je doktorirao iz hrvatske povijesti 1928., bavio se geografijom i kartografijom. Zapažen kao geograf širokih interesa dobio je Humboltovu stipendiju 1930.–'32. i potvrdio znanstvenu vrijednost na najuglednijem geografskom učilištu u Beču, a poslije na Filozofskom fakultetu u Berlinu. 
Od 1927. do 1930. radio je kao srednjoškolski profesor u Učiteljskoj školi u Karlovcu, a zatim u uglednoj Državnoj realnoj gimnaziji u Sušaku, gdje je objavio i prvi stručni rad Geografija sušačke okolice u Almanahu grada Sušaka. Po završetku specijalizacije u inozemstvu, postao je asistent na Ekonomsko-komercijalnoj visokoj školi u Zagrebu. Na franjevačkoj gimnaziji u Varaždinu predavao je 1933. Godine 1936. izabran je za asistenta u Geografskom zavodu Filozofskog fakulteta u Zagrebu, gdje mu je bio povjeren kolegij Opća antropogeografija, a četiri godine poslije za docenta Antropogeografije s regionalnom geografijom. U međuvremenu se habilitirao i postao privatni docent iz Ekonomske geografije na Ekonomsko-komercijalnoj visokoj školi u Zagrebu, sve do 1940. 
Od 1940. do 1945. bio je profesor, a zatim i predstojnik Geografskog zavoda u koji je ugradio dostignuća tadašnje geografske znanosti. Godine 1943. imenovan je izvanrednim profesorom na Filozofskom fakultetu u Zagrebu. U poslijeratnim godinama radio je kao srednjoškolski profesor u nadbiskupskoj klasičnoj gimnaziji u Zagrebu. Od 1949. do umirovljenja radio je kao glavni urednik kartografskih publikacija u Kartografskom odjelu poduzeća Učila. 
Njegova znanstvena djelatnost može se podijeliti na dva razdoblja. U prvom teme istraživanja su geografske odlike sjevernih hrvatskih krajeva, a posljednjih dvadesetak godina života posvetio se radu na kartografiji, posebno tematskoj kartografiji. Smatra se utemeljiteljem hrvatske školske i uopće nastavne kartografije. Kao pokretač, autor i urednik bavio se konstrukcijom i uređivanjem brojnih kartografskih publikacija. Izradio je i u nakladi poduzeća Učila objavio mnogo zidnih i priručnih geografskih karata. 
Napisao je više od pedeset znanstvenih i stručnih radova. Većinom su to radovi koji obrađuju i izučavaju geografski prostor i čovjeka Hrvatske. Niz školskih atlasa doživjelo je i više od dvadeset izdanja, koji su prevedeni i prihvaćeni u raznim dijelovima bivše Jugoslavije. Najvažniji životni zadatak i cilj bio mu je izrada Nacionalnog atlasa Hrvatske. Veći broj atlasa i karata što ih je uredio čuva se u Kartografskoj zbirci Nacionalne i sveučilišne knjižnice u Zagrebu.

## Djela
- Knez Ivaniš Nelipčić, disertacija. Zagreb 1928.
- Geografijski raspored Hrvata : u Jugoslaviji i susjednim državama, karta. Zagreb 1931.
- Fünfzig Jahre Wirtschaftsgeographie. Hrvatski geografski glasnik 1932.
- Prometnogeografijsko značenje riječke i sušačke luke. Hrvatski geografski glasnik 1932.
- Problemi ekonomske geografije. Zagreb 1933.
- Međimurje. Čakovec 1936.
- Prometna geografija. Zagreb 1936.
- Geografski raspoređaj Hrvata. Zagreb 1940.
- Promet Hrvatske, Zemljopis Hrvatske. Zagreb 1942 (1943).
- Zemljopis Evrope i ostalih kontinenata. Zagreb 1943.
- Zemljopis Hrvatske 1-11 (uredništvo i suradnja). Zagreb 1943.
- Etnografska karta Istre 1:150 000 (zemljopisna karta u bojama, 73×103 cm). Hrvatska državna tiskara, Zagreb 1945.
- Jezična karta Istre : prema popisu stanovništva od 31. XII. 1910., karta. Zagreb 1945.
- Carte des langues de conservation en Istrie : d'apres le cens de la population du 31. XII 1910., karta. Zagreb 1945.
- Sprachenkarte von Istrien : nach der Volkszaehlung vom 31. XII. 1910., karta. Zagreb 1945.
- Žumberačka gora. Geografski glasnik 1949-50, 11-12, str. 7-116.
- Geografski atlas i statistističko-geografski pregled svijeta (koautori: J. Zoričić i P. Mardešić). Seljačka sloga, Znanje, Zagreb, 1950, 2. izdanje, 1951, 1953, 4. izdanje, 1955, 5. izdanje, 1956, 6. izdanje, 1959, 7. izdanje, 1962, 8. izdanje, 1965.
- Školski atlas (kourednici: J. Roglić i P. Mardešić), 17 izdanja. Učila, Zagreb 1951. i dalje.
- Politička karta svijeta. Učila, Zagreb, 1951, 1959, 1966.
- Historijski atlas: za niže razrede srednjih škola (kourednici: N. Klaić i P. Mardešić). Učila, Zagreb 1954.
- Australija i Oceanija, u: Geografija svijeta, Zagreb 1956.
- Politički atlas. Učila, Zagreb 1957.
- Istra, karta. Učila, Zagreb, 1957.
- Medvednica i dio Samoborske gore (oprema karte I. Gradišer). Učila, Zagreb 1957.
- Industrijska geografija svijeta. Zagreb 1958.
- Novi atlas za osnovnu školu, 5 izdanja. Učila, Zagreb 1958. i dalje.
- Grčka u Starom vijeku (kourednik J. Lučić), karta. Učila, Tlos, Zagreb, 1959, 1966. 4. izdanje, 1974, 5 izdanje, 1979.
- Jugolinija - Jugoslavija - Rijeka, karta. Učila, Zagreb 1960.
- Jugoslavenska obala Jadrana (oprema karte I. Gradišer). Učila, Zagreb, 4. izdanje, 1960, 5. izdanje, 1962, 6. izdanje, 1964, 7. izdanje, 1965, 8. izdanje, 1966.
- Karta svijeta. Učila, Tlos, Zagreb, 11. izdanja, od 1960. do 1974.
- Atlas Jugoslavije. Znanje, Zagreb 1961.
- Geografski atlas Jugoslavije (kourednik P. Mardešić). Znanje, Zagreb 1961.
- Autoatlas Jugoslavije, 7 izdanja. Zagreb 1962. i dalje.
- Polutke: zapadna polutka, istočna polutka, karta na dva lista. Učila, Zagreb 1963.
- Razvitak Rimske države, karta. Učila, Zagreb, 2. izdanje, 1965.
- Dubrovnik i okolica, plan. Učila, Zagreb 1965.
- Sredozemlje, karta. Učila, Tlos, Zagreb, 1965, 1970, 5. izdanje, 1974.
- Azija, karta u dva dijela. Učila, Tlos, Zagreb, 1965, 1970, 1973.
- Karta grada Zagreba: šire gradsko područje. Učila, Zagreb 1966.
- SFR Jugoslavija. 6 izdanja. Zagreb 1966.
- Zagreb: karta izletišta (likovna obrada karte I. Gradišer). Učila, Zagreb 1967.
- Atlas za škole II stupnja, 4 izdanja. Zagreb 1967. i dalje.
- Historijski atlas (kourednik J. Lučić). Učila, Zagreb, 2. izdanje, 1968.
- Povijesni atlas, 5 izdanja. Učila, Zagreb 1968. i dalje.
- Atlas za osnovnu školu, 4 izdanja. Učila, 1969. i dalje.
- Južna Amerika, karta. Učila, Zagreb 1970.
- Afrika, karta. Učila, Tlos, Zagreb, 1970, 1973.
- Evropa, karta. Učila, Zagreb, 1970, 1972.
- SR Hrvatska, zidna karta. Učila, Tlos, Zagreb, 2. izdanje, 1971, 3. izdanje, 1973.
- Balkanski poluotok, karta. Učila, Zagreb, 1971.
- Evropa godine 1914., 1930, karta. Učila, Zagreb, 2. izdanje 1971.
- Drugi svjetski rat. Tlos, Zagreb, 1972, 2. izdanje, 1978, 3. izdanje, 1983.
- Evropa u prvoj polovici 19. stoljeća: 1815-1849, karta. Učila, Tlos, Zagreb, 1971, 2. izdanje, 1979.
- Zapadna i Srednja Evropa, karta. Učila, Zagreb, 3. izdanje, 1971.
- Francuska, karta. Učila, Zagreb 1972.
- Sjeverna Evropa, karta. Tlos, Zagreb 1973.
- Povijesni atlas za srednje škole (kopriređivač J. Lučić). Tlos, Zagreb 1975.
- Školski atlas za nastavu zemljopisa u osnovnoj školi za V, VI, VII i VIII razred (kourednik Z. Prelčec). Tlos, Zagreb, 3. izdanje, 1975, 4. izdanje, 1976, 5. izdanje, 1977.
- Evropa sredinom 18. stoljeća (kourednik Josip Lučić). Kartografija Učila, Zagreb, 4. izdanje, 1983.
- Ekonomska karta Jugoslavije (zidna i priručna), 5 izdanja.
- Ekonomska karta Evrope, 2 izdanja.
- Ekonomska karta svijeta, 3 izdanja.